# Peter Forstmoser
Peter Forstmoser (* 22. Januar 1943 in Zürich; heimatberechtigt ebenda) ist ein Schweizer Rechtswissenschaftler.

## Leben
Peter Forstmoser studierte von 1961 bis 1969 Rechtswissenschaft an der Universität Zürich und erlangte 1970 seinen Doktortitel. Anschliessend habilitierte er sich bei Arthur Meier-Hayoz, bei welchem er bereits doktoriert hatte, und erwarb das Anwaltspatent (1971). Von 1971 bis 1972 studierte er an der Harvard Law School und erlangte den Titel eines LL.M.
1974 wurde Peter Forstmoser ausserordentlicher Professor an der Universität Zürich und schliesslich von 1978 bis zu seiner Emeritierung im Jahr 2008 ordentlicher Professor für Privat-, Handels- und Kapitalmarktrecht an der Universität Zürich. Peter Forstmoser ist Honorarprofessor der Beijing Normal University und hat eine ständige Gastprofessur an der Universität Luzern inne.
Seit 1975 ist Forstmoser Partner bei der Wirtschaftskanzlei Niederer Kraft & Frey AG.
Von 2000 bis 2009 war Forstmoser Verwaltungsratspräsident der Schweizerischen Rückversicherungs-Gesellschaft. Er ist bzw. war Mitglied diverser Verwaltungsräte, u. a. von PSP Swiss Property, Mikron Holding und Hesta. Zwischen September 2012 und März 2016 war er Verwaltungsratspräsident der Leonteq Securities AG.
Peter Forstmoser ist verheiratet mit Regina Ogorek. Er wohnt in Horgen. In der Schweizer Armee hat er den Dienstgrad Major a. D.

## Veröffentlichungen (Auswahl)
- Grossgenossenschaften (= Abhandlungen zum schweizerischen Recht. Neue Folge, H. 397). Stämpfli, Bern 1970 (Dissertation, Universität Zürich, 1970).
- Die Genossenschaft (= Berner Kommentar. Band 7: Das Gesellschaftsrecht. Abt. 4). Stämpfli, Bern 1972/74 (erweiterte Habilitationsschrift, Universität Zürich, 1971).
- Grundriss des schweizerischen Gesellschaftsrechts. Stämpfli, Bern 1974, 11., vollständig neu bearbeitete Auflage 2012 (zusammen mit Arthur Meier-Hayoz).
- Einführung in die Rechtswissenschaft. Stämpfli, Bern 1992; 5. Auflage 2012 (seit der 5. Auflage zusammen mit Hans-Ueli Vogt).
- Juristisches Arbeiten: Eine Anleitung für Studierende. Schulthess, Zürich 1994; 5., neu bearbeitete Auflage 2014 (seit der 5. Auflage mit Regina Ogorek und Benjamin Schindler) (Die Erstauflage war eine Neubearbeitung des Werks von Karl Oftinger: Vom Handwerkszeug des Juristen und seiner Schriftstellerei. Schulthess, Zürich 1944).
- Schweizerisches Aktienrecht. Stämpfli, Bern 1996 (zusammen mit Arthur Meier-Hayoz und Peter Nobel).
- Organisation und Organisationsreglement der Aktiengesellschaft. Schulthess, Zürich 2011.
- Aktionärbindungsverträge. Schulthess, Zürich 2015 (zusammen mit Marcel Küchler).